# Ludwig Ellinger
Ludwig Ellinger (* 25. Februar 1883 in Mergentheim; † 10. Februar 1954) war ein deutscher Jurist.
Nach Ablegen der Reifeprüfung am Eberhard-Ludwigs-Gymnasium in Stuttgart studierte Ellinger an den Universitäten in Tübingen, Berlin und Leipzig. Seit 1902 gehörte er der Burschenschaft Germania Tübingen an. Von August 1945 bis 1951 war er Leiter des Landesfinanzamtes von Württemberg. Daneben war er als Dozent für Steuerrecht an der Technischen Hochschule Stuttgart tätig.

## Auszeichnungen
- 1951: Bundesverdienstkreuz (Steckkreuz)

## Werke
- 1950: Das Bewertungsgesetz (mit Alfred Illig von Gehlsen)
- 1953: Die Veranlagung der Vermögensteuer für die Kalenderjahre 1949 bis 1951 (mit Rudolf Schug und Alfred Ehlers von Vahlen)
- 1954: Vermögensteuer und Einheitsbewertung (mit Rudolf Schug und Alfred Ehlers von Vahlen)